# Valerija Bogdanová
Valerija Bogdanová (rusky Валерия Богдан; * 22. srpna 2000 Kirov) je ruská horolezkyně a reprezentantka v ledolezení, vicemistryně světa, mistryně Evropy a juniorská mistryně světa.

## Výkony a ocenění
- 2015: juniorská mistryně světa (obtížnost i rychlost)
- 2016: juniorská mistryně světa (obtížnost i rychlost)
- 2017: juniorská mistryně světa (rychlost)
- 2018: vicemistryně světa v kombinaci, mistryně Evropy (rychlost)
- 2018: juniorská mistryně světa (obtížnost i rychlost)
- 2019: juniorská mistryně světa a bronz na MS (rychlost)
- 2020: juniorská mistryně světa, 3 medaile

## Závodní výsledky
| Mistrovství světa v ledolezení | Mistrovství světa v ledolezení | Mistrovství světa v ledolezení | Mistrovství světa v ledolezení |
| Rok                            | 2017                           | 2018                           | 2019                           |
| ------------------------------ | ------------------------------ | ------------------------------ | ------------------------------ |
| Obtížnost                      | —                              | (1)                            | 6                              |
| Rychlost                       | 5                              | (2)                            | 3                              |
| Kombinace                      | —                              | 2*                             | nezávodilo se                  |

* pozn.: při nerozhodném výsledku v kombinaci (2018) rozhodovala rychlost
| Světový pohár v ledolezení | Světový pohár v ledolezení | Světový pohár v ledolezení | Světový pohár v ledolezení |
| Rok                        | 2017                       | 2018                       | 2019                       |
| -------------------------- | -------------------------- | -------------------------- | -------------------------- |
| Obtížnost                  | 42-44                      | 29                         | 19                         |
| jednotlivě*                | -,-,-, -,19                | -,-,-, -,11                | -,-,12, 11,12-13,-         |
|                            |                            |                            |                            |
| Rychlost                   | 9                          | 13                         | 5                          |
| jednotlivě* (2/1/1)        | -,-, 4,5                   | -,-,-, · -,                | -,-,, · ,,-                |

* pozn.: napravo jsou poslední závody v roce
| Mistrovství Evropy v ledolezení | Mistrovství Evropy v ledolezení | Mistrovství Evropy v ledolezení | Mistrovství Evropy v ledolezení |
| Rok                             | 2018                            | 2020                            | 2021                            |
| ------------------------------- | ------------------------------- | ------------------------------- | ------------------------------- |
| Obtížnost                       | 9                               | 8                               | 9                               |
| Rychlost                        | 1                               | 3                               | 3                               |

| Evropský pohár v ledolezení | Evropský pohár v ledolezení |
| Rok                         | 2018/2019                   |
| --------------------------- | --------------------------- |
| Obtížnost                   | 16-17                       |
| jednotlivě*                 | -,-,-,6                     |

* pozn.: napravo jsou poslední závody v roce
| Mistrovství světa juniorů v ledolezení | Mistrovství světa juniorů v ledolezení | Mistrovství světa juniorů v ledolezení | Mistrovství světa juniorů v ledolezení | Mistrovství světa juniorů v ledolezení | Mistrovství světa juniorů v ledolezení | Mistrovství světa juniorů v ledolezení |
| Rok                                    | 2015 U16                               | 2016 U19                               | 2017 U19                               | 2018 U19                               | 2019 U22                               | 2020 U21                               |
| -------------------------------------- | -------------------------------------- | -------------------------------------- | -------------------------------------- | -------------------------------------- | -------------------------------------- | -------------------------------------- |
| Obtížnost                              | 1                                      | 1                                      | 3                                      | 1                                      | 7                                      | 2                                      |
| Rychlost                               | 1                                      | 1                                      | 1                                      | 1                                      | 1                                      | 2                                      |
| Kombinace                              |                                        |                                        |                                        |                                        |                                        | 1                                      |